# Budy (powiat słupski)
Budy (kaszb. Bùdë lub też Jachtuz, niem. Jagdhaus) – kolonia w Polsce położona w województwie pomorskim, w powiecie słupskim, w gminie Damnica.
Od 2014 roku miejscowość jest siedzibą sołectwa, obejmującego także miejscowość Dębniczka.
W latach 1975–1998 miejscowość administracyjnie należała do województwa słupskiego.

## Nazwa
Nazwa jest tzw. chrztem nazewniczym i ma charakter pseudokulturowy. Wywodzi się od nazwy pospolitej buda „szałas, chałupa”. Pierwotna nazwa niemiecka Jagdhaus, odnotowana po raz pierwszy w 1934, ma charakter kulturowy i wywodzi się od złożonej nazwy pospolitej Jagdhaus „dom myśliwski, leśniczówka”.
Rada Języka Kaszubskiego proponuje opartą na polskiej kaszubską formę nazwy Bùdë.